# Nunciella
Genre
Synonymes
- Cinuna Hickman, 1958

Nunciella est un genre d'opilions laniatores de la famille des Triaenonychidae.

## Distribution
Les espèces de ce genre se rencontrent en Australie et en Nouvelle-Zélande.

## Liste des espèces
Selon World Catalogue of Opiliones (29/05/2021) :
- Nunciella aspera (Pocock, 1903)
- Nunciella badia (Hickman, 1958)
- Nunciella cheliplus Roewer, 1931
- Nunciella dentata (Hickman, 1958)
- Nunciella granulata Roewer, 1931
- Nunciella kangarooensis Hunt, 1971
- Nunciella karriensis Kauri, 1954
- Nunciella montana Forster, 1955
- Nunciella parvula Roewer, 1931
- Nunciella tasmaniensis Hickman, 1958
- Nunciella tuberculata Forster, 1949
- Nunciella woolcocki Forster, 1955

## Publication originale
- Roewer, 1929 : « Contributions to the fauna of Rottnest Island. No. V. Opiliones in the Western Australian Museum. » Journal of the Royal Society of Western Australia, vol. 15, p. 95–98 (texte intégral).